# Oswaldo Ramírez
Oswaldo Felipe Ramírez Salcedo (* 28. März 1947 in Lima) ist ein ehemaliger peruanischer Fußballspieler. Auf Vereinsebene vor allem bei Universitario de Deportes und Sporting Cristal aktiv, spielte er in 57 Spielen für die peruanische Fußballnationalmannschaft und nahm mit ihr an der Fußball-Weltmeisterschaft 1970 in Mexiko teil.

## Karriere

### Vereinskarriere
Oswaldo Ramírez wurde am 28. März 1947 in der peruanischen Hauptstadt Lima geboren und begann mit dem Fußballspielen beim Verein Sport Boys in Callao. Der Angreifer spielte von 1966 bis 1969 für die Sport Boys und machte in dieser Zeit 92 Ligaspiele, in denen ihm fünfzig Torerfolge gelangen. Damit erregte Oswaldo Ramírez auch das Interesse der renommiertesten Fußballvereine des Andenlandes, woraufhin er zur Saison 1970 von Rekordmeister Universitario de Deportes unter Vertrag genommen wurde. Universitario de Deportes war in den 60er- und 70er-Jahren der mit Abstand erfolgreichste Verein in Peru und gewann zwischen 1964 und 1974 gleich sechs Meistertitel. Bei zwei dieser Meisterschaften war Oswaldo Ramírez auch beteiligt. In der Primera División 1971 rangierte man nach dem Ende aller Spieltage auf dem ersten Platz mit einem Vorsprung von sechs Punkten auf den ersten Verfolger Alianza Lima. Seine zweite Meisterschaft mit Universitario de Deportes erreichte Oswaldo Ramírez in der Spielzeit 1974, als man in einer Finalrunde mit sechs Punkten vor Unión Huaral landete und den insgesamt fünfzehnten Titel der Vereinsgeschichte holte. Ebenfalls für Aufsehen sorgte der Auftritt von Universitario de Deportes in der Copa Libertadores 1972. Hier zog man als erster peruanischer Verein überhaupt ins Endspiel ein, nachdem man in der zweiten Gruppenphase Nacional Montevideo und Peñarol Montevideo hinter sich gelassen hatte. Im Finale scheiterte das Team von Trainer Roberto Scarone allerdings mit 0:0 und 1:2 an CA Independiente aus Argentinien. Zusammen mit seinem Teamkollegen Percy Rojas sowie Luis Cubilla und Toninho Guerreiro wurde Ramírez zudem Torschützenkönig der Copa Libertadores 1972.
Von 1975 bis 1977 war Oswaldo Ramírez in Mexiko für Atlético Español aktiv, mit dem er 1975 durch einen Endspielsieg über SV Transvaal aus Suriname den CONCACAF Champions Cup gewinnen konnte. Zur Saisonmitte 1977 kehrte Ramírez nach Peru zurück und schloss sich Sporting Cristal an, wo er eine ebenso erfolgreiche Zeit verleben sollte wie zwischen 1970 und 1975 bei Universitario de Deportes. Bei Sporting Cristal spielte Oswaldo Ramírez mit Ausnahme einer einjährigen Tätigkeit für Deportivo Galicia in Venezuela für den Rest seiner Laufbahn und machte bis 1982 insgesamt 129 Ligaspiele für Sporting Cristal, in denen ihm 64 Treffer gelangen. Mit dem Verein wurde Ramírez in den Jahren 1979 und 1980 peruanischer Fußballmeister. In erstgenannter Spielzeit beendete man die Finalrunde mit vier Zählern Vorsprung auf Atlético Chalaco, während ein Jahr später ebendiese Finalrunde mit fünf Punkten Vorsprung auf Atlético Torino als Erster beendet wurde. Zudem wurde Ramírez 1980 zum bereits zweiten Mal nach 1968 Torschützenkönig der peruanischen Primera División. 1981 gewann er zudem mit Deportivo Galicia noch den venezolanischen Pokalwettbewerb.

### Nationalmannschaft
Zwischen 1969 und 1982 machte Oswaldo Ramírez insgesamt 57 Länderspiele für die peruanische Fußballnationalmannschaft, in denen ihm insgesamt siebzehn Treffer gelangen. Im August 1969 erzielte Ramírez beide peruanischen Tore im entscheiden Qualifikationsspiel zur Fußball-Weltmeisterschaft 1970. Im Stadion La Bombonera von Buenos Aires rang Peru dem favorisierten argentinischen Team ein 2:2 ab und qualifizierte sich damit für die Weltmeisterschaft in Mexiko. Bei dieser stand Oswaldo Ramírez dann auch im Kader des Teams von Trainer Didi. Die Mannschaft um Spieler wie Héctor Chumpitaz, Teófilo Cubillas oder Alberto Gallardo überstand überraschend die Vorrunde, nachdem man in einer Gruppe mit der Bundesrepublik Deutschland, Bulgarien und Marokko den zweiten Platz belegte und dabei einzig gegen Deutschland unterlag. Im Viertelfinale musste sich Peru dann aber dem späteren Weltmeister Brasilien mit 2:4 geschlagen geben. Oswaldo Ramírez gehörte bei der Weltmeisterschaft 1970 allerdings nicht zu den Stammspielern seiner Mannschaft, er wurde nur bei den beiden letzten Gruppenspielen gegen Marokko (3:0) und Deutschland (1:3) im Verlauf der zweiten Halbzeit eingewechselt.
Bei der Copa América 1975 gelang Oswaldo Ramírez sein größter Erfolg mit der peruanischen Nationalmannschaft. Im Estadio Olímpico de la Universidad Central de Venezuela von Caracas besiegte man im Endspiel Kolumbien mit 1:0 und gewann zum erst zweiten Mal in der Geschichte des peruanischen Fußballs die Copa América. Ramírez steuerte zum Titelgewinn drei Turniertreffer bei.

## Erfolge
- Nationalmannschaft
- Copa América: 1975

Universitario de Deportes
- Peruanische Meisterschaft: 1971, 1973

Atletico Español
- CONCACAF Champions Cup: 1975

Sporting Cristal
- Peruanische Meisterschaft: 1979, 1980

Deportivo Galicia
- Venezolanischer Pokalsieg: 1981

## Auszeichnungen
- Torschützenkönig der Copa Libertadores: 1972 und 1975 als Spieler von Universitario de Deportes

- Torschützenkönig der peruanischen Meisterschaft: 2×

1968 als Spieler der Sport Boys
1980 als Spieler von Sporting Cristal